# Måneskin
Måneskin (z duń. „światło księżyca”) – włoski zespół muzyczny założony w 2016 w Rzymie. W jego skład wchodzą: wokalista Damiano David, basistka Victoria De Angelis, gitarzysta Thomas Raggi oraz perkusista Ethan Torchio. Zyskali ogólnokrajowy rozgłos w 2017 po zajęciu drugiego miejsca w 11. sezonie programu X Factor. Zwycięzcy 65. Konkursu Piosenki Eurowizji (2021).

## Kariera
Zespół założono w 2016, a jego nazwa w języku duńskim oznacza „światło księżyca”. Pomysłodawczynią tej nazwy jest członkini zespołu – Victoria De Angelis, która jest włosko-duńskiego pochodzenia.
W 2017 wzięli udział w 11. edycji włoskiej wersji programu X Factor; zajęli drugie miejsce. W tym samym roku wydali swoją pierwszą EP-kę Chosen, którą promował singel o tej samej nazwie. W 2018 ukazał się ich pierwszy album studyjny pt. Il ballo della vita, który odniósł sukces w kraju, docierając do pierwszego miejsca włoskiej listy sprzedaży oraz osiągając status trzykrotnej platynowej płyty.
W 2021 zwyciężyli w 71. Festiwalu Piosenki Włoskiej w San Remo z utworem „Zitti e buoni”. Zostali tym samym reprezentantami Włoch w finale 65. Konkursie Piosenki Eurowizji, w którym wygrali zdobywszy 524 punkty, w tym 318 pkt od telewidzów (1. miejsce) i 206 pkt od jurorów (4. miejsce).

## Dyskografia
- Chosen – 2017
- Il ballo della vita – 2018
- Teatro d’ira: Vol. I – 2021
- RUSH! – 2023
- RUSH! (ARE U COMING?) – 2023